# Sol lucet omnibus
La locuzione latina Sol omnibus lucet, tradotta letteralmente, significa il sole risplende per tutti. 
Il proverbio significa, nel suo senso figurato, che tutti hanno diritto al loro raggio di sole, e cioè che vi sono dei beni naturali comuni a ogni individuo, dei quali non si può esser privati con la prepotenza e l'ingiustizia.